# ان‌سی‌تی
اِن‌سی‌تی (هانگول: 엔시티) یک گروه پسرانهٔ کره‌ای است که در سال ۲۰۱۶ تخت نظر اس. ام. اینترتینمنت شکل گرفت. ان‌سی‌تی دارای زیرگروه‌های متعددی است که عبارتند از: ان‌سی‌تی یو، ان‌سی‌تی ۱۲۷، ان‌سی‌تی دریم، وی‌وی، ان‌سی‌تی دوجه‌جونگ و ان‌سی‌تی ویش.
۱_ اولین زیرگروه ان‌سی‌تی، ان‌سی‌تی یو، فعالیت خود را در آوریل سال ۲۰۱۶ و با تک‌آهنگ‌های «The 7th sense» و «Without You» آغاز کرد.
۲_ دومین زیرگروه یعنی ان‌سی‌تی ۱۲۷، که به صورت متمرکز در سئول فعالیت می‌کند، در ژوئیه ۲۰۱۶ و با آلبوم کوتاه «NCT #127» شروع به کار کرد.
۳_ سومین زیرگروه که ان‌سی‌تی دریم نام داشت، در اوت ۲۰۱۶ و با تک‌آهنگ «Chewing Gum» وارد عرصهٔ موسیقی شد.
۴_ چهارمین زیرگروه که با نام وی‌وی شناخته می‌شود و به صورت متمرکز در چین فعالیت می‌کند، در ۱۷ ژانویه ۲۰۱۹ و با آلبوم کوتاه «The Vision» وارد صنعت موسیقی چین شد.
۵_ پنجمین زیر گروه که متشکل از سه عضو یونیت ان‌سی‌تی ۱۲۷ می‌باشد، ان‌سی‌تی دوجه‌جونگ است که در تاریخ ۱۷ آوریل ۲۰۲۳ با آلبوم کوتاه «Perfume» فعالیت خود را شروع نمودند.
۶_ در سال ۲۰۲۳، کمپانی اس‌ام بیانیه‌ای در رابطه با یونیت جدیدی از این گروه منشتر نمود و همچنین در این بیانیه کرد که با آغاز فعالیت این یونیت، پروژه تعداد نامحدود ان‌سی‌تی به پایان می‌رسید. این یونیت قبل از شروع به فعالیت در تاریخ ۸ اکتبر ۲۰۲۳، تک آهنگی تحت عنوان  «Hands Up» و «We Go!» تحت عنوان  «NCT New Team»منتشر کردند و سر انجام این گروه در تاریخ ۲۸ فوریه ۲۰۲۴ با سینگل آلبومی به نام «Wish» تحت عنوان ان‌سی‌تی ویش فعالیت خود را به عنوان آخرین یونیت ان‌سی‌تی، آغاز نمودند.
در نهایت پس از جدایی لوکاس، شوتارو، سونگچان و ته‌ایل، این گروه فعالیت خود را با ۲۵ عضو ادامه می‌دهند. 

## نام
نام این گروه برگرفته از پروژهٔ بومی‌سازی موج کره‌ای به نام «فناوری فرهنگ نو» یا Neo Culture Technology است. این اصطلاح اولین بار توسط لی سومان، بنیانگذار کمپانی اس.ام.، مطرح شد که هدف آن توضیح ایده کلی گروه مبنی برداشتن تعداد نامحدود عضو و تقسیم‌بندی آنها در زیرگروه‌های مختلف جهت فعالیت متمرکز در شهرهای مختلف جهان است.
طرفداران ان‌سی‌تی را NCTzen می‌نامند. این نام ترکیبی از NCT (نام گروه) و Citizen (شهروند) می‌باشد و  به‌طور ساده می‌توان این کلمه را به «شهروند شهر نئو» ترجمه کرد. همچنین رنگ طرفداران این گروه نیز سبز نئونی   است.

## اعضا
- جانی (쟈니): سئو جانی  (زادهٔ ۹ فوریه ۱۹۹۵) متولد شیکاگو در آمریکا است. او در سال ۲۰۱۷ با «ان‌سی‌تی ۱۲۷» وارد صنعت موسیقی شد.
- ته‌یونگ (태용): لی ته‌یونگ (زادهٔ ۱ ژوئیه ۱۹۹۵) متولد سئول در کره جنوبی است. او در سال ۲۰۱۶ با «ان‌سی‌تی یو» وارد صنعت موسیقی شد.
- یوتا (유타): یوتا ناکاموتو (زادهٔ ۲۶ اکتبر ۱۹۹۵) متولد اوساکا در ژاپن است. او در سال ۲۰۱۶ با «ان‌سی‌تی ۱۲۷» وارد صنعت موسیقی شد.
- کون (쿤): چیئن کوون (زادهٔ ۱ ژانویه ۱۹۹۶) متولد تاینینگ کانتی در چین است. او در سال ۲۰۱۶ به عنوان یکی از تازه‌کاران اس.ام. - که قرار است به ان‌سی‌تی بپیوندد - معرفی شد. در سال ۲۰۱۸ به عنوان عضو جدید در آلبوم «ان‌سی‌تی ۲۰۱۸ یگانگی» معرفی شد و یکی از اعضای رقصنده بود. اما فعالیت خوانندگی و رسمی خود را در سال ۲۰۱۹ و با ورژن چینی آهنگ رگیولار و «ویV» آغاز کرد.
- دویونگ (도영): کیم دونگ‌یونگ (زادهٔ ۱ فوریه ۱۹۹۶) متولد گوری در کره جنوبی است. او در سال ۲۰۱۶ با «ان‌سی‌تی یو» وارد صنعت موسیقی شد.
- تن (텐): چیتاپون لی چایپانکول (زادهٔ ۲۷ فوریه ۱۹۹۶) متولد بانکوک در تایلند است. او در سال ۲۰۱۶ با «ان‌سی‌تی یو» وارد صنعت موسیقی شد.
- جه‌هیون (재현): جانگ یون‌اوه (زادهٔ ۱۴ فوریه ۱۹۹۷) متولد سئول در کره جنوبی است. او در سال ۲۰۱۶ با «ان‌سی‌تی یو» وارد صنعت موسیقی شد.
- وین‌وین (윈윈): دونگ سی‌چنگ (زادهٔ ۲۸ اکتبر ۱۹۹۷) متولد ونژو در چین است. او در سال ۲۰۱۶ با «ان‌سی‌تی ۱۲۷» وارد صنعت موسیقی شد.
- جونگوو (정우): کیم جونگوو (زادهٔ ۱۹ فوریه ۱۹۹۸) متولد سانبون‌دونگ در کره جنوبی است. او در سال ۲۰۱۸ با «ان‌سی‌تی ۱۲۷» وارد صنعت موسیقی شد.
- مارک (마크): مارک لی (زادهٔ ۲ اوت ۱۹۹۹) متولد تورنتو در کانادا است. او در سال ۲۰۱۶ با «ان‌سی‌تی یو» وارد صنعت موسیقی شد. او تنها عضوی است که در تمامی زیرگروه‌ها - به جز «ویV» - حضور داشت. او به تازگی به دلیل سن‌اش از عضویت «ان‌سی‌تی دریم» بیرون آمد. ولی به خاطر قوانین جدید یونیت دریم و اعتراض هواداران به این قانون دوباره با آهنگ دژاوو به انسیتی دریم بازگشت.
- شیائوجون (肖俊):شیائو د جون  (زادهٔ ۸ اوت ۱۹۹۹) گوانگ‌دونگ در چین است. او در سال ۲۰۱۹ با «ویV» وارد صنعت موسیقی شد.
- هندری (헨드리): هوانگ کوان هنگ (زادهٔ ۲۸ سپتامبر ۱۹۹۹) متولد ماکائو در چین است. او در سال ۲۰۱۹ با «ویV» وارد صنعت موسیقی شد.
- رنجون (런쥔): هوانگ رنجون (زادهٔ ۲۳ مارس ۲۰۰۰) متولد جی‌لین در چین است. او در سال ۲۰۱۶ با «ان‌سی‌تی دریم» وارد صنعت موسیقی شد.
- جنو (제노): لی جنو (زادهٔ ۲۳ آوریل ۲۰۰۰) متولد اینچئون در کره جنوبی است. او در سال ۲۰۱۶ با «ان‌سی‌تی دریم» وارد صنعت موسیقی شد.
- هه‌چان (해찬): لی دونگ‌هیوک (زادهٔ ۶ ژوئن ۲۰۰۰) متولد سئول در کره جنوبی است. او در سال ۲۰۱۶ با «ان‌سی‌تی ۱۲۷» وارد صنعت موسیقی شد.
- جه‌مین (재민): نا جه‌مین (زادهٔ ۱۳ اوت ۲۰۰۰) متولد سئول در کره جنوبی است. او در سال ۲۰۱۶ با «ان‌سی‌تی دریم» وارد صنعت موسیقی شد.
- یانگ‌یانگ (扬扬): لیو یانگ‌یانگ (زادهٔ ۱۰ اکتبر ۲۰۰۰) متولد دوسلدورف در آلمان است. اصلیت او تایوانی است. او در سال ۲۰۱۹ با «ویV» وارد صنعت موسیقی شد.
- چنلو (천러): ژونگ چِن‌لو (زادهٔ ۲۲ نوامبر ۲۰۰۱) متولد شانگهای در چین است. او در سال ۲۰۱۶ با «ان‌سی‌تی دریم» وارد صنعت موسیقی شد.
- جیسونگ (지성): پارک جیسونگ (زادهٔ ۵ فوریه ۲۰۰۲) متولد متولد سئول در کره جنوبی است. او در سال ۲۰۱۶ با «ان‌سی‌تی دریم» وارد صنعت موسیقی شد.
- شیون (시온): اوه شیون (زاده ۱۱ مهٔ ۲۰۰۲) متولد جئولا جنوبی در کره جنوبی است. او در سال 2024 با «ان‌سی‌تی ویش» وارد صنعت موسیقی شد.
- ریکو (리쿠): مائدا ریکو (زاده ۲۵ ژوئن ۲۰۰۳) متولد فوکوئی در ژاپن است. او در سال 2024 با «ان‌سی‌تی ویش» وارد صنعت موسیقی شد.
- یوشی (유우시): توکونو یوشی (زاده ۵ آوریل ۲۰۰۴) متولد توکیو در ژاپن است. او در سال 2024با «ان‌سی‌تی ویش» وارد صنعت موسیقی شد.
- جه‌هی (재희): کیم د یونگ (زاده ۲۱ ژوئن ۲۰۰۵) متولد دئگو در کره جنوبی است. او در سال 2024 با «ان‌سی‌تی ویش» وارد صنعت موسیقی شد.
- ریو (료): هیروسه ریو (زاده ۴ اوت ۲۰۰۷) متولد تویاما در ژاپن است. او در سال 2024 با «ان‌سی‌تی ویش» وارد صنعت موسیقی شد.
- ساکویا (사쿠야): فوجیناگا ساکویا (متولد ۱۸ نوامبر ۲۰۰۸) متولد ایشیکاوا در ژاپن است. او در سال 2024 با «ان‌سی‌تی ویش» وارد صنعت موسیقی شد.

| نام        | تاریخ تولد      | سن | شروع به کار    | یونیت‌های ان‌سی‌تی | یونیت‌های ان‌سی‌تی | یونیت‌های ان‌سی‌تی | یونیت‌های ان‌سی‌تی | یونیت‌های ان‌سی‌تی | یونیت‌های ان‌سی‌تی | یادداشت                      |
| نام        | تاریخ تولد      | سن | شروع به کار    | ان‌سی‌تی یو       | ان‌سی‌تی 127      | ان‌سی‌تی دریم     | ویشن‌وی          | ان‌سی‌تی دوجه‌جونگ | ان‌سی‌تی ویش      | یادداشت                      |
| ---------- | --------------- | -- | -------------- | --------------- | --------------- | --------------- | --------------- | --------------- | --------------- | ---------------------------- |
| ته‌یونگ     | ۱ ژوئیهٔ ۱۹۹۵    | ۲۹ | ۹ آوریل ۲۰۱۶   | Yes             | Yes             |                 |                 |                 |                 | لیدر ان‌سی‌تی؛ لیدر ان‌سی‌تی 127 |
| دویونگ     | ۱ فوریهٔ ۱۹۹۶    | ۲۹ | ۹ آوریل ۲۰۱۶   | Yes             | Yes             |                 |                 | Yes             |                 | لیدر ان‌سی‌تی دوجه‌جونگ         |
| جه‌هیون     | ۱۴ فوریهٔ ۱۹۹۷   | ۲۸ | ۹ آوریل ۲۰۱۶   | Yes             | Yes             |                 |                 | Yes             |                 |                              |
| تن         | ۲۷ فوریهٔ ۱۹۹۶   | ۲۹ | ۹ آوریل ۲۰۱۶   | Yes             |                 |                 | Yes             |                 |                 |                              |
| مارک       | ۲ اوت ۱۹۹۹      | ۲۵ | ۹ آوریل ۲۰۱۶   | Yes             | Yes             | Yes             |                 |                 |                 | لیدر ان‌سی‌تی دریم             |
| یوتا       | ۲۷ اکتبر ۱۹۹۵   | ۲۹ | ۷ ژوئیه ۲۰۱۶   | Yes             | Yes             |                 |                 |                 |                 |                              |
| وین‌وین     | ۲۸ اکتبر ۱۹۹۷   | ۲۷ | ۷ ژوئیه ۲۰۱۶   | Yes             | Yes             |                 | Yes             |                 |                 |                              |
| هه‌چان      | ۶ ژوئن ۲۰۰۰     | ۲۴ | ۷ ژوئیه ۲۰۱۶   | Yes             | Yes             | Yes             |                 |                 |                 |                              |
| رنجون      | ۲۳ مارس ۲۰۰۰    | ۲۴ | ۲۵ اوت ۲۰۱۶    | Yes             |                 | Yes             |                 |                 |                 |                              |
| جنو        | ۲۳ آوریل ۲۰۰۰   | ۲۴ | ۲۵ اوت ۲۰۱۶    | Yes             |                 | Yes             |                 |                 |                 |                              |
| جه‌مین      | ۱۳ اوت ۲۰۰۰     | ۲۴ | ۲۵ اوت ۲۰۱۶    | Yes             |                 | Yes             |                 |                 |                 |                              |
| چن‌لو       | ۲۲ نوامبر ۲۰۰۱  | ۲۳ | ۲۵ اوت ۲۰۱۶    | Yes             |                 | Yes             |                 |                 |                 |                              |
| جیسونگ     | ۵ فوریهٔ ۲۰۰۲    | ۲۳ | ۲۵ اوت ۲۰۱۶    | Yes             |                 | Yes             |                 |                 |                 |                              |
| جانی       | ۹ فوریهٔ ۱۹۹۵    | ۳۰ | ۶ ژانویه ۲۰۱۷  | Yes             | Yes             |                 |                 |                 |                 |                              |
| جونگ‌وو     | ۱۹ فوریهٔ ۱۹۹۸   | ۲۷ | ۱۸ فوریه ۲۰۱۸  | Yes             | Yes             |                 |                 | Yes             |                 |                              |
| کون        | ۱ ژانویهٔ ۱۹۹۶   | ۲۶ | ۱۴ مارس ۲۰۱۸   | Yes             |                 |                 | Yes             |                 |                 | ویشن‌وی                       |
| شیائوجون   | ۸ اوت ۱۹۹۹      | ۲۵ | ۱۷ ژانویه ۲۰۱۹ | Yes             |                 |                 | Yes             |                 |                 |                              |
| هندری      | ۲۸ سپتامبر ۱۹۹۹ | ۲۵ | ۱۷ ژانویه ۲۰۱۹ | Yes             |                 |                 | Yes             |                 |                 |                              |
| یانگ‌یانگ   | ۱۰ اکتبر ۲۰۰۰   | ۲۴ | ۱۷ ژانویه ۲۰۱۹ | Yes             |                 |                 | Yes             |                 |                 |                              |
| شیون       | ۱۱ مهٔ ۲۰۰۲      | ۲۲ | ۲۱ فوریه ۲۰۲۴  |                 |                 |                 |                 |                 | Yes             | لیدر ان‌سی‌تی ویش              |
| ریکو       | ۲۱ ژوئن ۲۰۰۳    | ۲۱ | ۲۱ فوریه ۲۰۲۴  |                 |                 |                 |                 |                 | Yes             |                              |
| یوشی       | ۵ آوریل ۲۰۰۴    | ۲۰ | ۲۱ فوریه ۲۰۲۴  |                 |                 |                 |                 |                 | Yes             |                              |
| جه‌هی       | ۲۱ ژوئن ۲۰۰۵    | ۱۹ | ۲۱ فوریه ۲۰۲۴  |                 |                 |                 |                 |                 | Yes             |                              |
| ریو        | ۴ اوت ۲۰۰۷      | ۱۷ | ۲۱ فوریه ۲۰۲۴  |                 |                 |                 |                 |                 | Yes             |                              |
| ساکویا     | ۱۸ نوامبر ۲۰۰۸  | ۱۶ | ۲۱ فوریه ۲۰۲۴  |                 |                 |                 |                 |                 | Yes             |                              |
| اعضای سابق |                 |    |                |                 |                 |                 |                 |                 |                 |                              |
| نام        | تاریخ تولد      | سن | شروع به کار    | یونیت‌های ان‌سی‌تی | یونیت‌های ان‌سی‌تی | یونیت‌های ان‌سی‌تی | یونیت‌های ان‌سی‌تی | یونیت‌های ان‌سی‌تی | یونیت‌های ان‌سی‌تی | یادداشت                      |
| نام        | تاریخ تولد      | سن | شروع به کار    | ان‌سی‌تی یو       | ان‌سی‌تی 127      | ان‌سی‌تی دریم     | ویشن‌وی          | ان‌سی‌تی دوجه‌جونگ | ان‌سی‌تی ویش      | یادداشت                      |
| لوکاس      | ۲۵ ژانویهٔ ۱۹۹۹  | ۲۶ | ۱۸ فوریهٔ ۲۰۱۸  | Yes             |                 |                 | Yes             |                 |                 |                              |
| شوتارو     | ۲۵ نوامبر ۲۰۰۰  | ۲۴ | ۱۲ اکتبر ۲۰۲۰  | Yes             |                 |                 |                 |                 |                 |                              |
| سونگچان    | ۱۳ سپتامبر ۲۰۰۱ | ۲۳ | ۱۲ اکتبر ۲۰۲۰  | Yes             |                 |                 |                 |                 |                 |                              |
| ته‌ایل      | ۱۴ ژوئن ۱۹۹۴    | ۳۰ | ۹ آوریل ۲۰۱۶   | Yes             | Yes             |                 |                 |                 |                 |                              |

### زیر گروه‌ها و اعضا
| یونیت‌های مبتنی بر کشور | یونیت‌های مبتنی بر کشور                                                       | یونیت‌های مبتنی بر کشور                                                       | یونیت‌های مبتنی بر کشور |
| نام یونیت              | اعضا                                                                         | کشور                                                                         | تاریخ شروع فعالیت      |
| ---------------------- | ---------------------------------------------------------------------------- | ---------------------------------------------------------------------------- | ---------------------- |
| ان‌سی‌تی 127             | جانی، ته‌یونگ، یوتا، دویونگ، جه‌هیون، وین‌وین، جونگ‌وو، مارک و هه‌چان             | کره جنوبی                                                                    | ۷ ژوئیه ۲۰۱۶           |
| ویشن‌وی                 | کون، تن، وین‌وین، شیائوجون، هندری و یانگ یانگ                                 | چین                                                                          | ۱۷ ژانویه ۲۰۱۹         |
| ان‌سی‌تی ویش             | شیون، ریکو، یوشی، جه‌هی، ریو و ساکویا                                         | ژاپن                                                                         | ۲۱ فوریه ۲۰۲۴          |
| دیگر یونیت‌ها           |                                                                              |                                                                              |                        |
| نام یونیت              | اعضا                                                                         | اعضا                                                                         | تاریخ شروع فعالیت      |
| ان‌سی‌تی یو              | اعضا در این یونیت به صورت چرخشی وابسته به کانسپت، متغییر می‌باشد . - همه اعضا | اعضا در این یونیت به صورت چرخشی وابسته به کانسپت، متغییر می‌باشد . - همه اعضا | ۷ ژوئیه ۲۰۱۶           |
| ان‌سی‌تی دریم            | مارک، جنو، رنجون، هه‌چان، جه‌مین، چنلو و جیسونگ                                | مارک، جنو، رنجون، هه‌چان، جه‌مین، چنلو و جیسونگ                                | ۹ آوریل ۲۰۱۶           |
| ان‌سی‌تی دوجه‌جونگ        | دویونگ، جه‌هیون و جونگوو                                                      | دویونگ، جه‌هیون و جونگوو                                                      | ۱۷ آوریل ۲۰۲۳          |

### گاه‌شمار
- قرمز: فعال
- آبی: ان‌سی‌تی۱۲۷
- نارنجی: ان‌سی‌تریم دریم
- بنفش: ویV
- سیاه (عمودی): آلبوم استودیویی

## ترانه شناسی
آلبوم‌های استدیویی
| نام آلبوم          | جزئیات                                                                                                 | بالاترین موقعیت جدول‌ها | بالاترین موقعیت جدول‌ها | بالاترین موقعیت جدول‌ها | بالاترین موقعیت جدول‌ها | بالاترین موقعیت جدول‌ها | بالاترین موقعیت جدول‌ها | بالاترین موقعیت جدول‌ها | بالاترین موقعیت جدول‌ها | بالاترین موقعیت جدول‌ها | فروش‌ها                                                                                         | گواهینامه                        |
| نام آلبوم          | جزئیات                                                                                                 | KOR                    | BEL                    | CAN                    | HUN                    | JPN                    | JPN Hot                | UK Down                | US                     | US World               | فروش‌ها                                                                                         | گواهینامه                        |
| ------------------ | --- | ---------------------- | ---------------------- | ---------------------- | ---------------------- | ---------------------- | ---------------------- | ---------------------- | ---------------------- | ---------------------- | ---------------------------------------------------------------------------------------------- | -------------------------------- |
| NCT 2018 Empathy   | - تاریخ انتشار: ۱۴ مارس ۲۰۱۸ - ناشر: اس. ام. اینترتینمنت - فرمت: سی‌دی، دانلودی و استریمینگ             | 2                      | —                      | —                      | —                      | 10                     | 16                     | 68                     | —                      | 5                      | - کره جنوبی: 641,660 - ژاپن: 15,757 - ایالت محتده: 1,000                                       | - KMCA: 2× Platinum              |
| NCT 2020 Resonance | - پارت یک - تاریخ انتشار: ۱۲ اکتبر ۲۰۲۰ - ناشر: اس. ام. اینترتینمنت - فرمت: سی‌دی، دانلودی و استریمینگ  | 1                      | 120                    | 95                     | 8                      | 2                      | 11                     | 36                     | 6                      | 1                      | - کره جنوبی: 1,647,895 - ژاپن: 149,855 (فیزیکی) - ژاپن: 2,916 (دیجیتال) - ایالت متحده: 146,000 | - KMCA: Million                  |
| NCT 2020 Resonance | - پارت دو - تاریخ انتشار: ۲۳ نوامبر ۲۰۲۰ - ناشر: اس. ام. اینترتینمنت - فرمت: سی‌دی، دانلودی و استریمینگ | 1                      | 77                     | —                      | 11                     | 3                      | 35                     | —                      | —                      | —                      | - کره جنوبی: 1,594,515 - ژاپن: 149,855 (فیزیکی)                                                | - KMCA: Million - KMCA: Platinum |
| Universe           | - تاریخ انتشار: ۱۴ دسامبر ۲۰۲۱ - ناشر: اس. ام. اینترتینمنت - فرمت: سی‌دی، دانلودی و استریمینگ           | 1                      | 95                     | —                      | —                      | 1                      | 1                      | —                      | 20                     | 1                      | - کره جنوبی: 1,839,677 - ژاپن: 84,158 (فیزیکی) - ایالت محتده: 20,000                           | KMCA: Million                    |
| Golden Age         | - تاریخ انتشار: ۲۸ اوت ۲۰۲۳ - ناشر: اس. ام. اینترتینمنت - فرمت: سی‌دی، دانلودی و استریمینگ              | 1                      | —                      | —                      | —                      | 1                      | 3                      | —                      | 66                     | 2                      | - کره جنوبی: 1,048,222 - ژاپن: 79,374 (فیزیکی) - ایالت محتده: 13,000                           | KMCA: Million                    |